# Щербаков, Николай Семёнович (генерал)
Николай Семёнович Щербаков (19 февраля 1924 — 11 апреля 2003) — генерал-майор ВС СССР, начальник Саратовского высшего военного училища химической защиты в 1975—1981 годах.

## Биография
Родился в деревне Чащи Смоленской области. Переехал в Москву, в июне 1941 года окончил 10-й класс школы. После начала войны просился добровольцем на фронт, однако 17-летнему Щербакову отказали. Устроился работать на завод «Инструмент», во время обороны Москвы рыл окопы и строил оборонительные сооружения в Химках, Тушино и на Волоколамском шоссе. Призван 23 июля 1942 года, с октября был курсантом Харьковского училища химической защиты РККА (находилось в эвакуации в Ташкенте).
В мае 1944 года в звании младшего лейтенанта назначен командиром взвода 81-го отдельного батальона химической защиты на 1-м Белорусском фронте, прикрывал дымами переправы через реки Сож и Ипуть. Участник боёв за Познань и Варшаву, на территории Германии участвовал в разведывательных операциях по поиску немецких складов с химическим оружием и заводов по производству отравляющих веществ. Участник штурма Берлина.
После войны Щербаков поступил на командно-инженерный факультет Военной академии химической защиты, после его окончания служил в Одесском военном округе, преподавал в военном училище. Был заместителем начальника химической службы 2-й гвардейской танковой армии в ГСВГ и начальником химических войск Закавказского военного округа.
Приказом Министра обороны СССР от 12 декабря 1974 года полковник Щербаков был назначен на должность начальника Саратовского высшего военного инженерного училища химической защиты. В апреле 1975 года произведён в генерал-майоры технических войск. На посту начальника училища изменил организационно-штатную структуру, учредив два инженерных факультета (военные инженеры-химики и инженеры-химики-технологи), а также открыл научно-исследовательский отдел и отделение заочного обучения. Первые выпуски инженерного и специального инженерного факультетов состоялись в 1978 и 1979 годах. Пост начальника оставил в декабре 1981 года, был уволен в запас.
В дальнейшем генерал-майор Щербаков руководил службой гражданской обороны Саратовского электроагрегатного производственного объединения.
Умер 11 апреля 2003 года. Похоронен в Саратове на Елшанском кладбище.

## Награды
Отмечен следующими наградами:
- орден Отечественной войны I и II степеней[1]
- орден «Знак Почёта» (22 февраля 1968)[4]
- 24 медали, в том числе:[1]
  - две медали «За боевые заслуги»
    - 22 августа 1945[4] — за образцовое выполнение заданий Командования на фронте в борьбе с немецкими захватчиками и проявленные при этом доблесть и мужество[3]
    - 20 апреля 1945[4]

  - медаль «За оборону Москвы» (1 мая 1944)[4]
  - медаль «За освобождение Варшавы» (9 июня 1945)[4]
  - медаль «За взятие Берлина» (9 июня 1945)[4]
  - медаль «За победу над Германией в Великой Отечественной войне 1941—1945 гг.» (9 мая 1945)[4]
  - четыре медали Польской Народной Республики[1]
  - медаль «В ознаменование 100-летия со дня рождения Владимира Ильича Ленина»[1]